# Camí de Tremp (Aramunt)
El Camí de Tremp, també anomenat Pista d'Aramunt i de Pui de l'Anell des de la banda de Tremp, és un camí rural que discorre pels termes municipals de Conca de Dalt (a l'antic terme d'Aramunt), Isona i Conca Dellà (a l'antic terme d'Orcau) i Talarn, al Pallars Jussà, en territori del poble d'Erinyà.
És un camí o pista en bon estat, transitable gairebé tot l'any per tota mena de vehicles, tot i que no és asfaltat. Arrenca del nucli de les Eres d'Aramunt, des d'on marxa cap a ponent decantant-se lleument cap al sud. Travessa el riu de Carreu al costat mateix del poble de partença, a la partida de Costera, a llevant d'Arnous, fa la volta per l'est i pel sud als Horts d'Aramunt i va a cercar la base de la Muntanya de Sant Corneli, en el seu extrem occidental, al peu del Serrat dels Corrals, on troba la Font de la O. Tot seguit, passa per sota del Serrat de la Font de la O, rere el qual troba la Font Mentidera. Poc després deixa al nord, entre la pista i el pantà, la partida de los Pujols, on hi ha la Cabana de Jaumetí, i poc després encara troba una tercera font: la Font de Pujol. Totes tres fonts són als peus de la Muntanya de Sant Corneli, d'on davallen també els serrats sota dels quals passa aquest camí.
Poc després de la Font de Pujol, el camí abandona el terme municipal de Conca de Dalt per tal d'entrar en el d'Isona i Conca Dellà, a la vall de Montesquiu, pertanyent a Orcau. Va a cercar la llau de Lliser, que travessa, i puja al collet a migdia de l'antic poble de Puig de l'Anell. Tot seguit ressegueix pel costat meridional el Pla de Pui de l'Anell i, en arribar al seu extrem sud-oest, davalla en un parell de marcats revolts per salvar el barranc de la Podega i enfilar-se, també sobtadament cap al pla situat en el costat oest del barranc. Passa al sud del pla de les Peres i va a cercar un tercer barranc, passat el qual el camí comença a enfilar-se entre les Feixes (sud) i les Planes per anar a cercar la partida d'Associats, que deixa al sud. En aquest tram el camí passa bastant per damunt, però molt a prop, de les aigües del pantà de Sant Antoni. Si bé la direcció principal que seguia el camí era sempre la de ponent, en aquest punt gira cap al sud, just en travessar la línia elèctrica que prové de l'altra banda del pantà.
Passa per sota, i al nord-oest, de les Obagues de Colomegrina i del Puig de Galliner i arriba als Camps de Casa Casasses, a llevant de Casa Casasses. Encara cap a migdia, passa per sota i a ponent del Bosc de Galliner i ateny la petita vall del barranc de la Coma, on acaba el seu recorregut entroncant amb el Camí de la Coma.